# メコンクラブチャンピオンシップ 2014
メコンクラブチャンピオンシップ 2014（英: Mekong Club Championship）は、2014年に創設された第1回目のメコンクラブチャンピオンシップである。2014年10月31日から11月2日までベトナム・ビンズオン省で開催された。大会名はスポンサーであるトヨタ自動車の名を冠し、第1回トヨタメコンクラブチャンピオンシップ。賞金は優勝チームが75.000米ドル、準優勝チームが50.000米ドル、3位チームが30.000米ドル、4位チームが10.000米ドル、大会最優秀選手が3.000米ドル。

## 参加チーム
- プノンペン・クラウンFC （カンボジア・リーグ 2014優勝）
- ホアン・アイン・アッタプーFC （ラオス・リーグ 2014優勝）
- エーヤワディー・ユナイテッドFC （MFFカップ（英語版） 2014優勝）
- ベカメックス・ビンズオンFC （Vリーグ 2014優勝）

ミャンマーからはミャンマーサッカーリーグ 2014優勝のヤダナボンFCではなく、MFFカップ 2014優勝のエーヤワディー・ユナイテッドFCが参加した。

## 結果

### 準決勝
| 2014年10月31日 17:00 |

| エーヤワディー・ユナイテッドFC | 1 – 1    | ホアン・アイン・アッタプーFC |
| キム・ソンミン 67分            | 公式記録 | Phonepaseuth Sysoutham 72分  |
|                                | PK戦     |                              |
|                                | 5 – 4    |                              |

| ビンズオン・スタジアム、ビンズオン省 主審: Dinh Van Dung |

| 2014年10月31日 20:00 |

| ベカメックス・ビンズオンFC | 5 – 2    | プノンペン・クラウンFC                        |
| アッバス・シェイク・ジェーン 2分 · グエン・チョン・ホアン 41分 · ガニユ・オセニ 70分 · レ・コン・ビン 88分 · グエン・タン・トゥアン 90+1分 | 公式記録 | クーン・ボスマ 66分 · ジョージ・ビサン 90+3分 |

| ビンズオン・スタジアム、ビンズオン省 主審: Kundiloksirom Surasak |

### 3位決定戦
| 2014年11月2日 13:30 |

| ホアン・アイン・アッタプーFC | 0 – 2    | プノンペン・クラウンFC      |
|                              | 公式記録 | ジョージ・ビサン 21分, 52分 |

| ビンズオン・スタジアム、ビンズオン省 主審: Phung Dinh Dung |

### 決勝戦
| 2014年11月2日 16:30 |

| エーヤワディー・ユナイテッドFC | 1 – 4    | ベカメックス・ビンズオンFC                                                       |
| ティーハ・ゾー 9分             | 公式記録 | ガニユ・オセニ 5分 · グエン・アイン・ドゥック 45+2分, 67分 · レ・タン・タイ 74分 |

| ビンズオン・スタジアム、ビンズオン省 主審: Nonthawong Suprem |

## 優勝チーム
| メコンクラブチャンピオンシップ 2014 優勝 |
| ---------------------------------------- |
| ベトナムの旗                             |
| ベカメックス・ビンズオンFC 初優勝        |

## 得点ランキング
3得点
- ジョージ・ビサン (George Bisan)

2得点
- ガニユ・オセニ
- グエン・アイン・ドゥック（英語版）

1得点
| - キム・ソンミン (Kim Sungmin) - Phonepaseuth Sysoutham - クーン・ボスマ (Koen Bosma) | - ティーハ・ゾー (Thiha Zaw) - アッバス・シェイク・ジェーン - グエン・チョン・ホアン | - レ・コン・ビン - グエン・タン・トゥアン - レ・タン・タイ |